# Oussama Assaidi
Oussama Assaidi (ar. أسامة السعيدي; ur. 15 sierpnia 1988 w Beni-Boughafar) – marokański piłkarz występujący na pozycji pomocnika w FC Twente. Posiada także obywatelstwo holenderskie.

## Kariera klubowa

### Początki kariery
Assaidi rozpoczął swoją karierę w 2006 roku w drugoligowym wówczas Omniworld. Po dwóch latach, w trakcie których rozegrał 36 spotkań i zdobył 3 gole, przeniósł się do De Graafschap. W nowym zespole Assaidi występował tylko przez rok, a następnie, ostatniego dnia okienka transferowego, podpisał kontrakt z SC Heerenveen. Transfer był o tyle zaskakujący, że wcześniej działacze Heerenveen twierdzili, że nie planują już żadnych wzmocnień, jednak pierwsze kolejki nowego sezonu, w których piłkarz zdobył pięć bramek, przekonało ich do tego, by zakontraktować Assaidiego.

### Heerenveen
Assaidi zadebiutował w barwach Heerenveen podczas przegranego 0:1 ligowego meczu z FC Groningen, gdy w 71. minucie zastąpił na boisku Paulo Henrique. Swoją pierwszą bramkę dla nowego zespołu zdobył w wygranym 7:0 spotkaniu drugiej rundy Pucharu Holandii z SDC Putten. W kolejnych trzech meczach ligowych Marokańczyk wchodził na boisko z ławki, zaś w kolejnym, przegranym 1:4 z Willem II, pojawił się w wyjściowym składzie. Pierwszą ligową bramkę Assaidi zdobył w przegranym 1:3 spotkaniu z Heraclesem Almelo. Pod koniec sezonu stracił miejsce w podstawowej jedenastce i w ostatnich 14 kolejkach zaledwie dwukrotnie pojawiał się na boisku od pierwszej minuty. Stało się to z powodu czerwonej kartki, którą Assaidi obejrzał już w 9. minucie meczu z Rodą JC Kerkrade.
Pod wodzą Rona Jansa, który objął posadę menadżera Heerenveen, Assaidi ponownie stał się kluczową postacią drużyny. Z dwoma golami zdobytymi w meczach z De Graafschap i Vitesse oraz dwiema asystami zanotowanymi podczas meczów przeciwko De Graafschap i NAC Breda, Assaidi w trakcie sześciu spotkań miał udział przy czterech golach, czyli tylu, ile przez cały poprzedni sezon. Listopad 2010 roku to najlepszy okres w jego karierze. Zdobył wtedy gola w wygranym 2:0 meczu z Excelsiorem oraz zanotował dwie asysty w spotkaniu z Heracles Almelo, jedną z Feyenoordem oraz dwie z Willem II. W grudniu Assaidi, pomimo kontuzji kostki, zdobył pierwszego w karierze hat-tricka podczas wygranego 6:2 meczu z FC Twente. Zanotował także dwie asysta oraz wywalczył rzut karny. Po spotkaniu Jans pochwalił swojego podopiecznego, mówiąc, że „tym występem zasłużył na ocenę 10 na 10”. Krótko po tym meczu Assaidi otrzymał od Erika Geretsa swoje pierwsze powołanie do reprezentacji Maroka na towarzyskie starcie z Nigerią.

### Liverpool
17 sierpnia 2012 roku angielski Liverpool zakupił Assaidiego za nieujawnioną oficjalnie kwotę, którą ocenia się na około 2,4 miliona funtów. Menadżer klubu Brendan Rodgers, stwierdził, iż jest „zachwycony” nowym wzmocnieniem, zaś samego Assaidiego określił jako „ekscytującego zawodnika […] który porwie tłumy”. 20 września w wygranym 5:3 meczu Ligi Europy z BSC Young Boys zadebiutował w nowym klubie, zaś sześć dni później w wygranym 2:1 spotkaniu Pucharu Ligi z West Bromwich Albion zanotował asystę. Z powodu imponujących występów młodych Raheema Sterlinga oraz Suso, Assaidi nie zdołał na stałe wywalczyć sobie miejsca w podstawowym składzie Liverpoolu.

### Stoke City
27 sierpnia 2013 roku Assaidi na zasadzie rocznego wypożyczenia trafił do Stoke City. W trakcie sezonu spędzonego w drużynie „Garncarzy” we wszystkich rozgrywkach wystąpił łącznie 25 razy, zdobywając 5 bramek.
Ostatniego dnia letniego okienka transferowego, 1 września 2014 r. poinformowano o kolejnym rocznym wypożyczeniu Marokańczyka do zespołu z Britannia Stadium.

### Al-Ahli
12 stycznia 2015 r. poinformowano, że Liverpool porozumiał się w sprawie sprzedaży marokańskiego skrzydłowego z klubem Al-Ahli Dubaj.

## Kariera reprezentacyjna
Assaidi był uprawniony do gry zarówno w reprezentacji Holandii, jak i Maroka. W lutym 2011 roku selekcjoner Maroka Eric Gerets powołał go na towarzyski mecz z reprezentacją Nigerii. W reprezentacji Assaidi zadebiutował w wygranym 4:0 meczu z Nigrem, gdy w 77. minucie zastąpił na boisku Adela Taarabta. Mimo to piłkarz nadal mógł grać dla Holandii, jednak 14 lutego 2011 roku ostatecznie zadeklarował chęć reprezentowania Maroka. 27 marca 2011 roku wszedł na boisku w 89. minucie przegranego 0:1 meczu eliminacji Pucharu Narodów Afryki 2012 z Algierią, czym ostatecznie zamknął sobie drogę do reprezentacji Holandii. 4 czerwca w rewanżowym meczu eliminacyjnym z Algierią Assaidi zdobył swoją pierwszą bramkę w reprezentacji, zaś Maroko wygrało 4:0.

## Statystyki kariery klubowej
Aktualne na dzień 12 stycznia 2015 r.
| Klub               | Sezon              | Liga                    | Liga  | Liga   | Puchar kraju | Puchar kraju | Puchar ligi | Puchar ligi | UEFA/AFC | UEFA/AFC | Inne  | Inne   | Suma  | Suma   |
| Klub               | Sezon              | Liga                    | Mecze | Bramki | Mecze        | Bramki       | Mecze       | Bramki      | Mecze    | Bramki   | Mecze | Bramki | Mecze | Bramki |
| ------------------ | ------------------ | ----------------------- | ----- | ------ | ------------ | ------------ | ----------- | ----------- | -------- | -------- | ----- | ------ | ----- | ------ |
| Omniworld          | 2006/07            | Eerste divisie          | 7     | 0      | 0            | 0            | –           | –           | –        | –        | –     | –      | 7     | 0      |
| Omniworld          | 2007/08            | Eerste divisie          | 29    | 3      | 0            | 0            | –           | –           | –        | –        | –     | –      | 29    | 3      |
| De Graafschap      | 2008/09            | Eredivisie              | 12    | 1      | 1            | 0            | –           | –           | –        | –        | 4     | 1      | 17    | 2      |
| De Graafschap      | 2009/10            | Eerste divisie          | 5     | 5      | 0            | 0            | –           | –           | –        | –        | –     | –      | 5     | 5      |
| Heerenveen         | 2009/10            | Eredivisie              | 20    | 1      | 3            | 1            | –           | –           | 6        | 1        | –     | –      | 29    | 3      |
| Heerenveen         | 2010/11            | Eredivisie              | 31    | 9      | 2            | 0            | –           | –           | –        | –        | –     | –      | 33    | 9      |
| Heerenveen         | 2011/12            | Eredivisie              | 27    | 10     | 2            | 0            | –           | –           | –        | –        | –     | –      | 29    | 10     |
| Heerenveen         | 2012/13            | Eredivisie              | 1     | 0      | 0            | 0            | –           | –           | 1        | 0        | –     | –      | 2     | 0      |
| Liverpool          | 2012/13            | Premier League          | 4     | 0      | 0            | 0            | 2           | 0           | 6        | 0        | –     | –      | 12    | 0      |
| Stoke City (wyp.)  | 2013/14            | Premier League          | 19    | 4      | 2            | 0            | 4           | 1           | –        | –        | –     | –      | 25    | 5      |
| Stoke City (wyp.)  | 2014/15            | Premier League          | 9     | 0      | 1            | 0            | 1           | 0           | –        | –        | –     | –      | 11    | 0      |
| Al-Ahli Dubaj      | 2014/15            | UAE Arabian Gulf League | 0     | 0      | 0            | 0            | 0           | 0           | 0        | 0        | 0     | 0      | 0     | 0      |
| Ogólnie w karierze | Ogólnie w karierze | Ogólnie w karierze      | 164   | 33     | 11           | 1            | 7           | 1           | 13       | 1        | 4     | 1      | 199   | 37     |

## Statystyki kariery reprezentacyjnej
Aktualne na dzień 25 sierpnia 2013 r.
| Reprezentacja | Rok     | Występy | Gole |
| ------------- | ------- | ------- | ---- |
| Maroko        | 2011    | 7       | 1    |
| Maroko        | 2012    | 2       | 0    |
| Maroko        | 2013    | 4       | 0    |
| Maroko        | Ogólnie | 13      | 1    |

| Gole w reprezentacji | Gole w reprezentacji | Gole w reprezentacji | Gole w reprezentacji | Gole w reprezentacji | Gole w reprezentacji | Gole w reprezentacji |
| #                    | Data                 | Miejsce              | Przeciwnik           | Rezultat             | Gol na               | Rozgrywki            |
| -------------------- | -------------------- | -------------------- | -------------------- | -------------------- | -------------------- | -------------------- |
| 1.                   | 6 czerwca 2010       | Marrakesz, Maroko    | Algieria             | 4:0                  | 4:0                  | El. PNA 2012         |